# Institute for Cultural Relations Policy
Az Institute for Cultural Relations Policy (ICRP) egy 2012-ben alakult, független budapesti székhelyű alapítvány, amely tudományos kutatással és nemzetközi konferenciák szervezésével foglalkozik a nemzetközi kulturális kapcsolatok ápolása jegyében. 
Alapvető elképzelése, hogy a nemzetközi béke és stabilitás kizárólag a kulturális sokszínűség, a közös kulturális örökség megőrzésével, valamint az emberi jogok tiszteletben tartásával lehetséges. Céljainak eléréséhez szükséges a nemzetközi párbeszéd, ezért politikai szereplőket, diplomatákat és fiatal értelmiségieket gyűjt össze a világ minden tájáról.  Kutatásaiban az intézet alapvetően a nemzetközi kapcsolatok folyamatait, eseményeit és szereplőit vizsgálja.  Munkájának széles körben való megismerhetőségét az biztosítja, hogy tevékenységét kizárólag angol nyelven folytatja.

## Szervezeti felépítés
Az intézeten belül négy nagyobb szervezeti szint különíthető el. 

### Kuratórium
Az intézet alapítói, Lőrincz András és Morauszki Csilla politológusok. Az intézet alapítványi formában működik, amelyet háromtagú kuratórium vezet. A kuratórium tagjai: Recska Pál, Balogh Eszter és Lőrincz András.

### Tanácsadó testület
Az Institute for Cultural Relations Policy nemzetközi tanácsadó testülete jelenleg 16 tagból áll, akik csatlakozásuk óta segítik az intézet munkáját. A testület tagjai - többek közt - volt vagy jelenleg is aktív politikusok, diplomaták, professzorok, valamint nemzetközi politikai szakértők:
- Aleksey Konyukhov
- Lőrincz András
- Asst. Prof. Dr. Uğur Özgöker
- Surányi Csaba
- David J. Karl Ph.D.
- Dia Anagnostou Ph.D.
- Dr. Falco Pfalzgraf
- Őexc. Bősenbacher Ferenc, ny. nagykövet
- Őexc. Kéry György, ny. nagykövet
- Ladislav Cabada
- Matthew VanDyke
- Ömer Bilal Almak
- Queen Ehirim
- Rhisiart Tal-e-bot
- Vladimer Papava
- Wawrzyniec Konarski, Ph.D.

### Támogató tagok
Az intézet kutatását, rendezvényeit és egyéb projektjeit különböző magánszemélyek és szervezetek anyagilag támogatják.

### Gyakornokok
Az intézet gyakornoki programján keresztül nagy figyelmet fordít a tehetséggondozásra. Az ICRP folyamatosan lehetőséget biztosít különböző társadalom- és bölcsészettudományi vagy kommunikáció-média szakos hazai és külföldi egyetemi hallgatók foglalkoztatására, ezzel elősegítve szakmai tapasztalatszerzésüket és fejlesztve rendezvényszervezési, tudományos kutatói, valamint újságírói képességeiket.

## Konferenciák
Az intézet tevékenységét megalakulása óta meghatározza a nemzetközi konferenciák szervezése, mely szakértők, gazdasági és politikai szereplők párbeszédét segíti elő. Általános tevékenységéhez hasonlóan a tudományos tanácskozások is angol nyelven zajlanak, többségében külföldi résztvevőkkel. 2014-ig három nagyobb nemzetközi konferenciára került sor, melyek a "The Balkan’s Dialogue", a "National Question in Central Europe", valamint a "Borderless Europe" címet viselték.

### Balkan’s Dialogue Conference
Az ICRP nemzetközi konferenciája 2013. február 8-9-én a Kodolányi János főiskolán, mely alapvetően a Balkánra, illetve Törökországra fókuszált. A program az ICRP, a Kodolányi János Főiskola, valamint a Dialógus Platform Egyesület szervezésében valósult meg.  A konferencián előadott többek között Gordan Grlić Radman a Horvát Köztársaság magyarországi nagykövete, Željko Janjetović, Bosznia-Hercegovina magyarországi nagykövete, Darko Angelov, Macedónia magyarországi nagykövete, valamint Petheő Ádám, a Külügyminisztérium Nyugat-balkáni Főosztály osztályvezető-helyettese.

### Borderless Europe
Nemzetközi konferencia a Kodolányi János Főiskolán 2013. október 25-26-án. Az előadások elsősorban az Európai Unió bővítésével, a regionalizmussal, a nemzeti és az uniós identitás kulturális kettősségével, biztonságpolitikával, az EU fenntartható fejlődésével és gazdasági válságával foglalkoztak. Felszólalt Schöpflin Györgyeurópai parlamenti képviselő, Balázs Péter volt külügyminiszter, valamint Dux László, a Külügyminisztérium EU Bel- és Igazságügyi és Bővítési Főosztályának vezetője.  

## Kiadványok

### Cultural Relations Policy News and Background
Az intézet 2012-ben indította útnak a Cultural Relations Policy News and Background online havi magazint. A kiadvány célja az aktuális nemzetközi politikai eseményekről való tájékoztatás. A kiadvány cikkeinek túlnyomó részét az intézeti gyakornokok írják. A magazin főszerkesztője Balogh Eszter.

### Cultural Relations Quarterly Review
A Cultural Relations Quarterly Review az intézet negyedévente megjelenő online folyóirata, melyben fiatal kutatók, az intézet gyakornokai valamint tanácsadó testületének tagjai részletes, mélyreható elemzéseket publikálhatnak az adott negyedév legfontosabb világpolitikai történéseiről. A folyóirat nemzetközi szerkesztőbizottsága:
- Tzong-Ho Bau
- Ehud R. Toledano
- Rafael Antônio Duarte Villa
- Igor Okunev
- Farhan Hanif Siddiqi
- Bezen Balamir Coşkun
- Robert Schrire
- Koller Boglárka

### The Human Rights Issues Series
Az The Human Rights Issues Series sorozat az egyetemes emberi- és személyi szabadságjogokra, illetve az ezek alkalmazásában történő aktuális változásokra összpontosítva feszeget releváns kérdéseket.

### ICRP Research Papers Series
Az ICRP Research Papers Series sorozat lehetőséget kínál önálló kutatók számára tanulmányaik, kutatási eredményeik saját felelősségű megjelentetésére.

### ICRP Resources
Az ICRP Resources sorozat online kutatási segédanyagot biztosít minden, nemzetközi kapcsolatok szakon tanuló, vagy a témában kutató és érdeklődő személy számára.

### Conference Publications
A konferencia kiadványok az intézet által szervezett eseményekhez köthető tudományos előadások publikációit tartalmazzák.

### Blog
Az intézet blogja 2013-as indulása óta lehetőséget biztosít a fiatal szakértőknek, hogy a legaktuálisabb és a legfontosabb nemzetközi eseményekről kötetlen formában fejtsék ki véleményüket, álláspontjukat. 

## További információ
- http://culturalrelations.org/